# 卸売関連の業界団体の一覧
日本の卸売関連の業界団体の一覧（おろしうりかんれんのぎょうかいだんたいのいちらん）を示す。
卸売業者の親睦などを目的とする団体、技術向上などを行う団体など、多岐にわたる。

## 業界団体一覧
- 日本輸入食品安全推進協会
- 日本貿易会
- 製品輸入促進協会
- 外国系半導体商社協会
- 全国中央卸売市場協会
- 全国公設地方卸売市場協議会
- 全国民営地方卸売市場開設者等協議会
- 日本化学工業品輸出組合
- 日本化学工業品輸入協会
- 日本事務機器流通団体連合会
- 日本工作機械販売協会
- 日本工作機械輸入協会
- 写真流通商社連合会
- 全日本写真材料商組合連合会
- 全国生鮮食料品流通情報センター
- 生鮮ベンダー協会
- 日本外食品卸協会
- 日本産清酒輸出機構
- 日本珈琲輸入協会
- 食品流通構造改善促進機構
- 輸入食糧協議会
- 全国中央市場青果卸売協会
- 全国青果卸売市場協会
- 全国青果卸売組合連合会
- 全国中央市場水産卸協会
- 全国魚卸売市場連合会
- 全国水産物卸組合連合会
- 日本水産缶詰輸出水産業組合
- 日本鮪缶詰輸出水産業組合
- 日本水産物貿易協会
- 全国椎茸商業協同組合連合会
- 日本果物商業協同組合連合会
- 全国珍味商工業協同組合連合会
- 全国菓子卸商業組合連合会
- 全国澱粉流通対策政治連盟
- 自主流通米価格形成センター
- 全国米飯協会
- 全国米穀販売事業協同組合連合会
- 全国小麦粉卸商組合連合会
- 全国酒販協同組合連合会
- 日本加工食品卸協会
- 日本卵業協会
- 日本食鳥協会
- 全国食鳥肉販売業生活衛生同業組合連合会
- 全国食肉業務用卸協同組合連合会
- 日本食肉市場卸売協会
- 日本食肉流通センター
- 日本食品消費総合センター
- 全国氷雪販売業生活衛生同業組合連合会
- 全国油脂販売業者連合会
- 日本給食品連合会
- 全国給食物資販売協同組合連合会
- 全日本外食流通サービス協会
- 日本出版取次協会
- 日本クレジット産業協会
- 日本訪問販売協会
- 日本通信販売協会
- 日本人材派遣協会
- 全国産業人能力開発団体連合会
- 日本テレマーケティング協会
- 日本医薬療品輸出組合
- 日本医療機器販売業協会
- 日本織物中央卸商業組合連合会
- 日本自動車販売協会連合会
- 日本中古自動車販売協会連合会
- 中古二輪自動車流通協会
- 全国軽自動車協会連合会
- 全国自動車部品販売店連合会
- 全日本自動車部品卸商協同組合
- 日本中古車輸出業協同組合
- 日本外国自動車輸入整備協同組合
- 日本自動車輸入組合
- 外国自動車輸入協同組合
- 日本RV輸入協会
- JIMA
- シーライオンズクラブ
- 日本自動車用品・部品アフターマーケット振興会
- 日本船舶輸出組合
- 日本中古艇協会
- 全日本マリンサプライヤーズ協会
- 日本マリンインポーター協議会
- 日本シップブローカーズ協会
- 日本貿易関係手続簡易化協会
- 日本真珠輸出組合
- 日本貿易振興機構
- 日本紙類輸出組合
- 日本紙類輸入組合
- 日本繊維輸出組合
- 日本繊維輸入組合
- 全国中小貿易業連盟
- 日本機械輸出組合
- 日本時計輸入協会
- 日本金地金流通協会
- 全日本時計宝飾眼鏡商業協同組合連合会
- 輸入住宅産業協議会
- 全国計量器販売事業者連合会
- 日本輸入石材商社会
- 全国びん商連合会
- 全国家庭用品卸商業協同組合
- 日本革類卸売事業協同組合
- 全国ハンドバッグ卸団体連合会
- 日本靴卸団体連合会
- 日本陶磁器卸商業協同組合連合会
- 日本薬業研修センター
- 日本置き薬協会
  - 全日本医薬品登録販売者協会
  - 日本医薬品卸業連合会
- 全国化粧品日用品卸連合会
- 全国配置家庭薬協会
- 日本臨床検査薬卸協議会
- 日本医薬品卸勤務薬剤師会
- 医療用医薬品卸売業公正取引協議会
- 日本歯科用品卸商業組合
- 日本歯科用品輸入協会
- 日本歯科用品商協同組合連合会
- 日本歯科商工協会
- 回胴式遊技機商業協同組合
- 全国スポーツ用品卸商組合連合会
- 日本スポーツ用品輸入協会
- 全日本い製品卸商業団体連合会
- 全国畳材卸商組合連合会
- 全国畳材商社会
- 全日本たたみ振興政治連盟
- 全国カラオケ事業者協会
- 全国消防機器販売業協会
- 日清会
- 日本輸入筆記具協会